# Valiya Hamza
Valiya Mannathal Hamza (Calicute, 15 de junho de 1941), é um geofísico e hidrogeólogo, formado em 1962 na Universidade de Kerala, com doutorado em 1973 na Universidade de Western Ontario.
Foi o chefe da expedição de pesquisadores que descobriram o Rio Hamza. A equipe de pesquisadores é constituída pelo próprio Valiya Hamza e por Elizabeth Pimentel, do Observatório Nacional, localizado no Rio de Janeiro.